# آني رينز
آني رينز (بالإنجليزية: Annie Raines)‏ هي فنانة شارع وموسيقية أمريكية، ولدت في 3 يوليو 1969.

## وصلات خارجية
- آني رينز على موقع ميوزك برينز (الإنجليزية)
- آني رينز على موقع ديسكوغز (الإنجليزية)